# Фосфорные боеприпасы

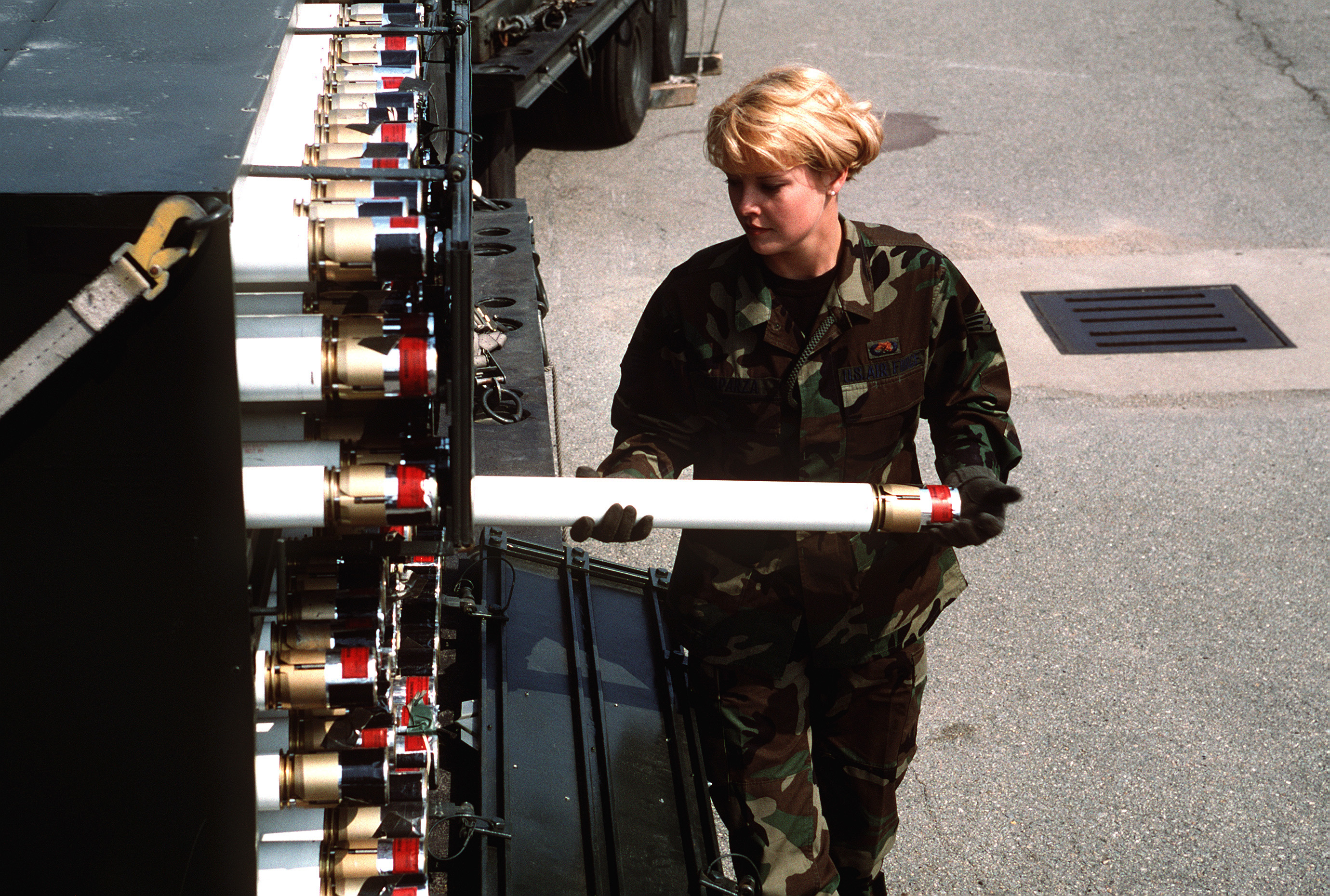
Военнослужащая ВВС США осматривает 2,75-дюймовые маркированные ракеты с белым фосфором на авиабазе Осан, Южная Корея, в 1996 году

Фо́сфорные боеприпа́сы — тип зажигательных боеприпасов, снаряжённых белым фосфором или зажигательными веществами на основе белого фосфора в смеси с другими веществами. Белый фосфор и зажигательные вещества на основе белого фосфора относятся к группе самовоспламеняющихся зажигательных веществ, горящих с использованием кислорода из воздуха.

## Типы фосфорных боеприпасов

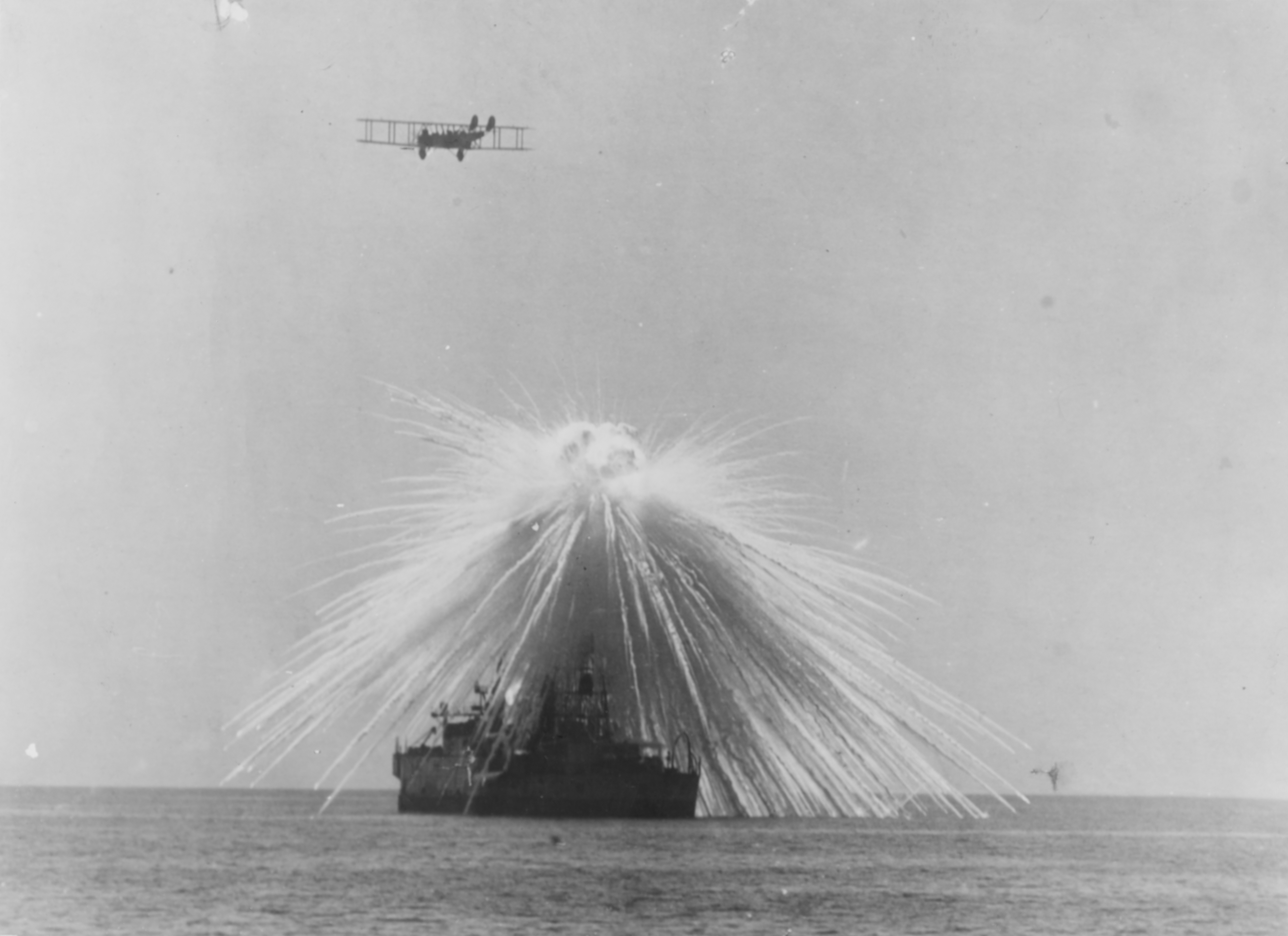
Испытательный взрыв фосфорной авиабомбы над броненосцем USS Alabama в 1921 году

Существуют различные виды фосфорных боеприпасов, в том числе:
- авиабомбы[4][5];
- авиабаки[4]
- артиллерийские снаряды[4][5];
- ракеты и реактивные снаряды[4][5];
- артиллерийские мины[4][5];
- ручные гранаты[4][5].

Кроме того, известны случаи применения минно-взрывных устройств, снаряжённых твёрдыми зажигательными веществами (в том числе фосфором) или их смесью с горючим, однако такие конструкции являлись самодельными и на вооружение в качестве штатных образцов не принимались.
Помимо самодельных фугасов, которые изготавливали непосредственно в войсках, в США был создан предназначенный для серийного производства зажигательный фугас XM-54, снаряжённый пластифицированным белым фосфором.
В ФРГ были разработаны зажигательно-дымовые патроны DM-24 и DM-34, снаряжённые красным фосфором с добавлением порошкообразного магния.
Во второй половине XX века основным типом фосфорных боеприпасов становятся боеприпасы, снаряжённые пластифицированным белым фосфором (с добавлением синтетического каучука), которые со временем вытесняют боеприпасы, снаряжённые белым фосфором.
Кроме того, белый фосфор может использоваться в качестве воспламенителя или усилителя зажигательного действия в боеприпасах с комбинированным зарядом из фосфора и других зажигательных веществ или горючего (в качестве примера можно привести напалмовые зажигательные авиабомбы США, применявшиеся в ходе войны во Вьетнаме, отдельные типы авиабомб содержали до 30 % белого фосфора).
Белый фосфор метастабилен, однако вследствие малой скорости превращения может сохраняться практически неограниченное время при нормальных условиях.
Белый фосфор самовоспламеняется при температурах 34—40 °C, поэтому фосфорные боеприпасы требовательны к условиям хранения.

## Действие
При горении белый фосфор развивает температуру до 1300 °C. Температура горения фосфорных боеприпасов зависит от ряда условий (тип используемых боеприпасов, температура и влажность воздуха и т. д.) и составляет 900—1200 °C. Температура горения зажигательных боеприпасов с зарядом из белого фосфора и горючего вещества составляет 800—900 °C. Горение сопровождается обильным выделением густого едкого белого дыма и продолжается до тех пор, пока не прекратится доступ кислорода или не выгорит всё вещество.
Фосфорные боеприпасы наносят урон открыто расположенной и укрытой живой силе, выводят из строя технику и вооружение. Использование фосфорных боеприпасов приводит также к возникновению пожаров и отдельных очагов возгораний, которые отвлекают силы и средства на их тушение, наносят дополнительный материальный ущерб, затрудняют перемещения, ограничивают видимость, при этом образующиеся в очагах пожара удушливые и ядовитые газы становятся дополнительным поражающим фактором.
При попадании на кожу человека горящий белый фосфор вызывает тяжёлые ожоги (термические и химические обусловленные самим фосфором и его продуктами горения).
Белый фосфор является ядовитым, смертельная доза для человека составляет 0,05—0,15 грамм. Белый фосфор хорошо растворяется в жидкостях организма и при попадании внутрь быстро всасывается (красный фосфор нерастворим и потому сравнительно малоядовит).
Острое отравление наступает при вдыхании паров белого фосфора и (или) при попадании их в желудочно-кишечный тракт. Отравление характеризуется болями в животе, рвотой, светящимися в темноте рвотными массами, издающими запах чеснока, поносом. Ещё одним симптомом острого отравления белым фосфором является сердечная недостаточность.
Применение фосфорных боеприпасов оказывает деморализующее психологическое воздействие.

## Международные соглашения, определяющие порядок применения фосфорных боеприпасов
Разработка, испытания, транспортировка, торговля, применение и утилизация фосфорных боеприпасов производятся с учётом ряда международных соглашений и договоров, среди которых:
- Санкт-Петербургская декларация «Об отмене употребления взрывчатых и зажигательных пуль» 1868 года[16];
- дополнительные протоколы 1977 года к Женевской конвенции о защите жертв войны 1949 года, запрещающие применение боеприпасов с белым фосфором, если гражданские лица попадают вследствие этого в опасность[16]. В настоящее время их не подписали такие страны, как США и Израиль;
- протокол III к «Конвенции о конкретных видах обычного оружия» (1980) («Конвенция о запрещении или ограничении применения конкретных видов обычного оружия, которые могут считаться наносящими чрезмерные повреждения или имеющими неизбирательное действие»)[17][18].

На международном уровне попытки ограничить использование химического и зажигательного оружия в ходе войн и военных конфликтов были предприняты на рубеже 1920-х — 1930-х годов в ходе работы конференции по сокращению и ограничению вооружений Лиги наций. Намерение было зафиксировано в тексте резолюции конференции, разработанной 9 июля 1932 года и принятой 23 июля 1932 года. Однако осложнение международной обстановки в середине 1930-х годов стало причиной прекращения работы конференции в январе 1936 года.

## Боевое применение

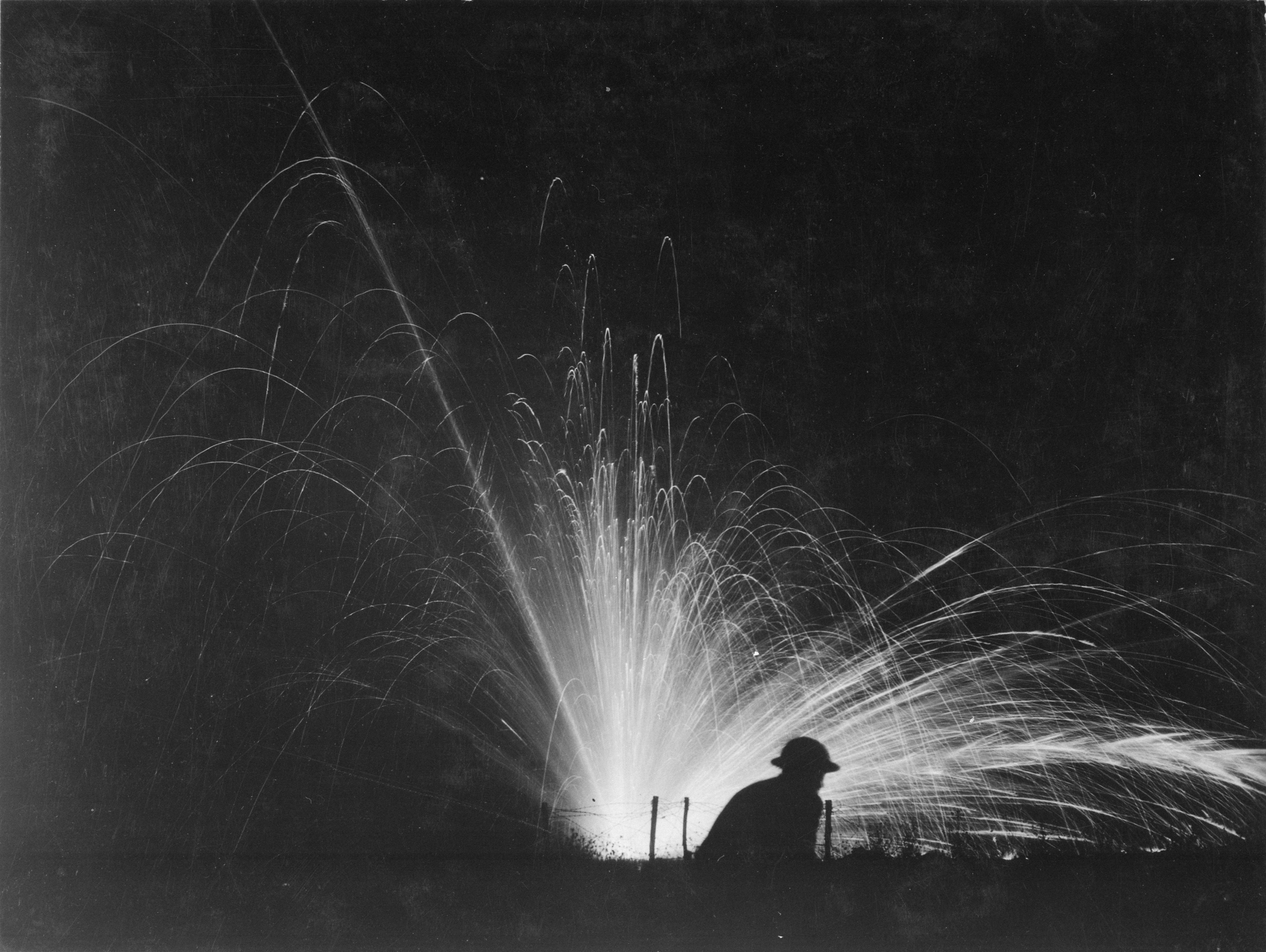
Взрыв взрывной установки WP во время манёвров во Франции, 15 августа 1918 года

Фосфорные боеприпасы (в том числе ракеты, ручные гранаты, артиллерийские снаряды и авиабомбы) применялись во время Первой мировой войны:
- так, немцы использовали зажигательные ракеты (получившие у солдат неофициальное название «Brennende Zwiebel»), но широкого распространения они не получили[21].
- снаряжённые фосфором артиллерийские снаряды имели более широкое применение, но не являлись единственным типом зажигательных снарядов[21].
- в 1916 году на вооружение британских войск поступили зажигательные гранаты, снаряжённые белым фосфором.

В ходе войны в Чако военнослужащие боливийской армии применяли снаряжённые белым фосфором зажигательные ручные гранаты бельгийского производства.
Фосфорные боеприпасы (в том числе, артиллерийские снаряды и авиабомбы) применялись во время Второй мировой войны. Так, на вооружении люфтваффе находилась 185-кг авиабомба Brand C 250 A, снаряжённая 65 кг белого фосфора.
Летом 1940 года для английской армии началось производство «стеклянных зажигательных гранат», которые использовались в качестве ручных или для стрельбы из гранатомётов Northover Projector, в 1943 году началось производство ручных гранат «No. 77, W.P. Mk. 1».
В ходе войны в Корее были отмечены случаи применения американскими и южнокорейскими войсками управляемых по проводам противопехотных огневых фугасов в виде наполненной напалмом металлической ёмкости (закрытые жестяные банки, бидоны, металлические термосы), вышибного заряда взрывчатки с электродетонатором и фосфорной гранаты M-15 американского производства, в которую вместо штатного взрывателя был вставлен электродетонатор. Граната применялась для воспламенения горючей смеси.

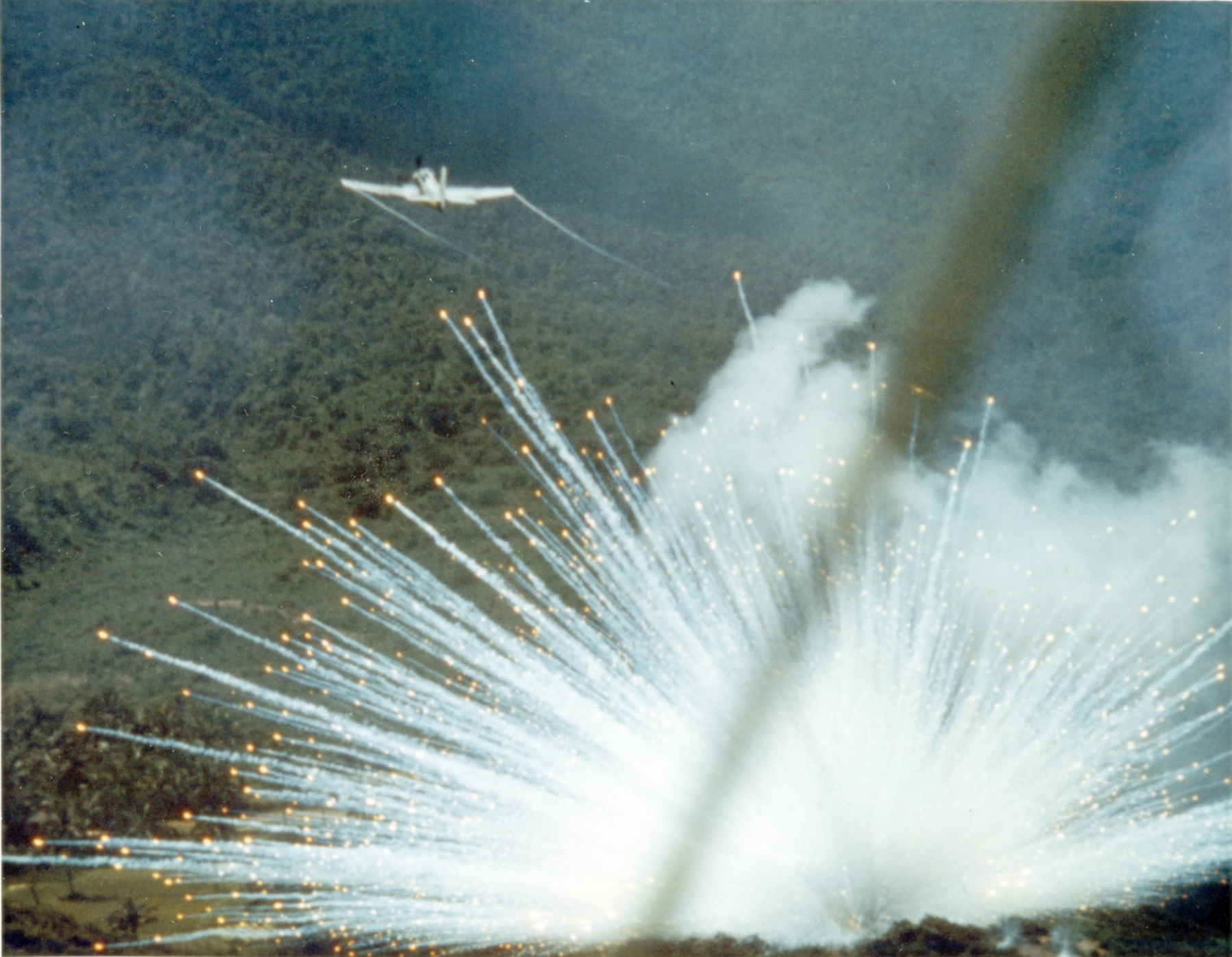
Штурмовик A-1E сбрасывает фосфорную бомбу в ходе войны во Вьетнаме (1966 год)

В ходе войны во Вьетнаме вооружённые силы США применяли фосфорные боеприпасы, в том числе мины ХМ-54, авиабомбы и зажигательные гранаты M34 White Phosphorous grenade, снаряжённые белым фосфором.
В 1970-е годы на бронетехнику США устанавливались 66-мм дымовые гранатомёты M243, отстреливавшие гранаты L8, снаряжённые более стабильным и относительно безопасным красным фосфором. В настоящее время по большей части заменены более современными гранатомётными системами типа M76, но по-прежнему состоят на вооружении.
Вьетнамская народная армия применяла белый фосфор против партизан «красных кхмеров» во время оккупации Кампучии в 1980-е годы. Им снаряжались неуправляемые ракеты, которыми вьетнамская авиация атаковала наземные цели, и гранаты, использовавшиеся с лёгких самолётов аналогичным образом.
В ходе Ливанской войны фосфорные боеприпасы применялись вооружёнными силами Израиля (в частности, в 1982 году 155-мм артиллерийские снаряды, снаряжённые белым фосфором, применялись ЦАХАЛ во время осады Бейрута).
Никарагуанские «контрас» неоднократно применяли мины и ручные гранаты американского производства, снаряжённые белым фосфором:
- в апреле 1984 года в районе порта Блуфилдс при попытке установить мины, снаряжённые белым фосфором, подорвались два диверсанта «контрас»[28];
- в начале июня 1985 года около 70 «контрас» остановили и захватили шедшее по реке Эскондидо пассажирское судно «Блуфилдс экспресс». Поскольку пятеро военнослужащих СНА, обеспечивавших охрану рейса, забаррикадировались в трюме и машинном отделении и не позволили увести судно по реке, «контрас» сожгли теплоход американскими фосфорными гранатами (убытки от потери судна составили 500 тыс. долларов США)[29];
- в сентябре 1985 года «контрас» сожгли гранатами с белым фосфором зерновой склад-элеватор в посёлке Палакагуина, где находились 130 тонн риса, фасоли и кукурузы[30].

Во время осады Сараева фосфорные снаряды применялись артиллерией боснийских сербов. В 1992 году такими снарядами было сожжено здание Института востоковедения, в результате чего уничтожено множество исторических документов.
В ходе войны в Ираке фосфорные боеприпасы применялись вооружёнными силами США в 2003 году во время наступления на Багдад в районе города Эн-Насирия и в 2004 году в сражении за Фаллуджу.
В июле—августе 2006 года в ходе Второй ливанской войны израильская армия применяла фосфорные боеприпасы (в частности, артиллерийские снаряды и авиабомбы с белым фосфором) по территории Ливана. В дальнейшем Израиль отрицал использование шариковых бомб и фосфорных боеприпасов — вплоть до тех пор, когда их применение не было доказано военными экспертами UNIFIL. Президент Ливана Эмиль Лахуд выступил с заявлением, что в результате применения израильтянами фосфорных снарядов были ранены мирные жители. После этого представитель правительства Израиля выступил с заявлением, что фосфорные снаряды применялись «только по военным объектам». Министр по связям с кнессетом Яаков Эдри сообщил, что применение фосфорных боеприпасов Израилем не является нарушением норм международного права, поскольку Израиль и США не подписывали третий протокол Женевской конвенции 1983 года.

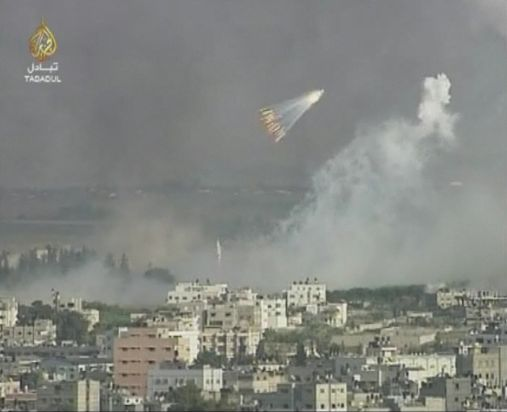
Белый фосфор, используемый во время конфликта (фотография Аль-Джазиры)

В 2009 году в ходе операции «Литой свинец» израильская армия использовала фосфорные боеприпасы в секторе Газа. В основном, применялись 155-мм снаряды с белым фосфором, по меньшей мере один раз использовались артиллерийские мины. Позднее министерство иностранных дел Израиля выступило с заявлением, что в секторе Газа израильская армия применяла дымовые боеприпасы, содержащие белый фосфор, допускаемые международным законодательством при применении против военных объектов.
В 2009—2012 годы палестинцы, обстреливающие территорию Израиля из сектора Газа, в ряде случаев применяли ракеты, снаряжённые белым фосфором.
По словам очевидцев и представителей Белых касок, белый фосфор использовался российскими войсками против сирийской оппозиции в Идлибе и Эр-Ракке в ходе российской военной операции в Сирии, что привело к массовым жертвам среди мирного населения.
В 2016 году американские войска использовали боеприпасы с белым фосфором в операциях против группировки «Исламское государство» в Ираке. Связанное с «Исламским государством» агентство «Amaq» опубликовало видео ударов ВВС США боеприпасами с белым фосфором по населённому пункту Хаджин, удерживаемому джихадистами.
В 2017 году ВВС США использовали белый фосфор против «Исламского государства» в битве за Мосул.

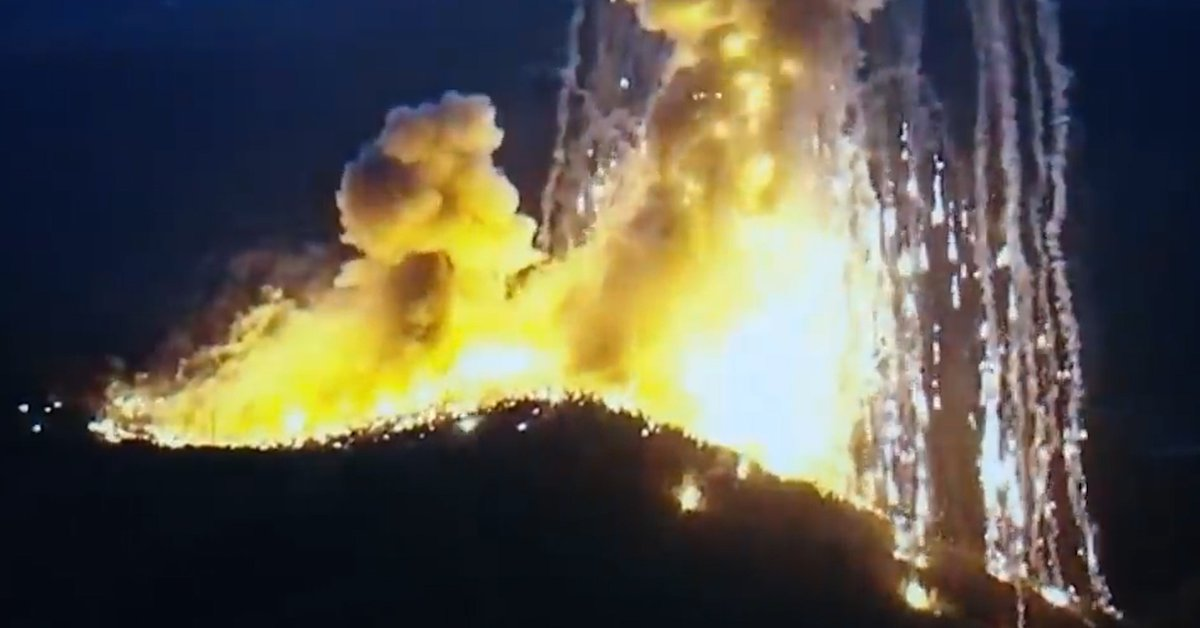
Пожар, вызванный применением белого фосфора в Нагорном Карабахе

В 2020 году во время вооружённого столкновения в Нагорном Карабахе Агентство Азербайджанской Республики по разминированию обвинило армянскую сторону в применении фосфорных боеприпасов в районе села Араятлы Физулинского района. Также армянская сторона обвинила азербайджанскую сторону в применении в лесах близ населённых пунктов вооружения, содержащего фосфор, чему, как утверждается, есть доказательства в виде видеозаписей того, как азербайджанские вооружённые силы сбрасывают зажигательное вещество. Азербайджанская сторона опровергла обвинения.

## Защита от фосфорных боеприпасов
Защита от фосфорных боеприпасов основана на общих принципах защиты от зажигательного оружия.
Опыт войн 1950-х — 1980-х годов на Ближнем Востоке и в Юго-Восточной Азии, в ходе которых применялись фосфорные боеприпасы, свидетельствует, что эффективность любого зажигательного оружия значительно снижается в случаях, когда люди, находящиеся в зоне применения этого оружия, обладают знанием о поражающих факторах этого оружия, умеют правильно защищаться от них, вести борьбу с огнём, сохраняют спокойствие, дисциплину и морально-психологическую устойчивость. Паника является фактором, способным увеличить количество жертв.
Тушение фосфорных боеприпасов производится большим количеством воды либо сульфатом меди, в дальнейшем место тушения следует засыпать большим количеством влажного песка. При отсутствии песка место тушения следует засыпать сухой землёй.
Важная особенность фосфорных боеприпасов — аэрозоль концентрированной ортофосфорной кислоты, раздражающий носоглотку — свойство стернита, химического оружия.